# حسن جوهر حيات
حسن جوهر عبد علي حيات ، ولد في عام 1910 ، وتوفي 30 نوفمبر 1978 ، نائب سابق في مجلس الأمة الكويتي، وهو والد وزير المواصلات السابق ووزير الإسكان السابق ووزير الأشغال السابق حبيب جوهر حيات.

## السيرة الذاتية
ولد في عام 1910 ودرس في مكتب ملا جمعة وملا باقي ، وثم أكمل دراسته  لدى  سيد جواد القزويني في العلوم الفقهية والتاريخ ، وقد أكمل دراسته في ألفية بن مالك حيث كان يفقه ويحفظ كثيرا من الألفية ، عمل من صباه في الأعمال التجارية وفتح أول محل في السوق (سوق الغربللي) لبيع الملابس والأواني والأحذية ثم التحق بأخيه محمود جوهر حيات بالسوق الداخلي (سوق التجار) وعمل بالتجارة العامة والألبسة  وإعادة التصدير للدول المجاورة ، وأسس مصنعا للكاشي والموزاييك في  سنة 1950 في منطقة القبلة ، ثم انتقل إلى المنطقة الصناعية في  الشويخ وكان أحد ثلاث مصانع عمل مع لجنة التجار في حل المشاكل التجارية ، خصوصا بين تجار الكويت  وتجار الخليج وبلاد فارس.

## السيرة البرلمانية
شارك في انتخابات مجلس الأمة الكويتي 1963 في الدائرة الأولى وحصل على المركز الثالث بـ774 صوت وفاز بالانتخابات ، وشارك في انتخابات مجلس الأمة الكويتي 1967 في الدائرة الأولى وحصل على المركز الرابع بـ1031 صوت ، وشارك في انتخابات مجلس الأمة الكويتي 1971 في الدائرة الأولى وحصل على المركز الخامس بـ702 صوت وفاز بالانتخابات.